# 磯村英樹
磯村 英樹（いそむら ひでき、1922年6月8日 - 2010年10月29日）は、日本の詩人。

## 略歴
東京出身。山口県立下松工業学校卒業。はじめ俳句をつくっていたが、戦後、詩に転じる。1963年、詩集『したたる太陽』で室生犀星詩人賞受賞。1973年現代詩人会理事長、1993年同会長。「歴程」同人。

## 著書
- 『生きものの歌 詩集』ユリイカ 1958
- 『したたる太陽』地球社、1963
- 『ゆきずりの愛 詩集』昭森社 1965
- 『水の女 詩集』アポロン社、1971
- 『いちもんじせせり 詩集』ポエトリーセンター 1979
- 『城下町金沢 文壇資料』講談社 1979
- 『おんなひと 磯村英樹詩集』沖積舎 1980
- 『ツタンカーメンのエンドウ豆 磯村英樹詩集』八坂書房 1985
- 『磯村英樹詩集』日本現代詩文庫 土曜美術社 1991
- 『朝奏楽』飛天詩社 1992

### 編纂
- 『田中冬二全集』第3巻 畠中哲夫・深澤忠孝・堀内幸枝共編集・校訂 筑摩書房 1984-1985